# Religion en Corée du Nord
Les religions en Corée du Nord étaient traditionnellement le bouddhisme et le chamanisme dans une société fondée sur le néoconfucianisme. Le christianisme a commencé à se répandre plus ou moins clandestinement à partir de la fin du XVIIIe siècle depuis la Chine suivi par le cheondoïsme, la religion de la voie céleste initiée en 1860 par Choe Je-u. 
Depuis l'installation d'un régime communiste et la fondation de la république populaire démocratique de Corée dans les années 1940, l'influence des religions a été fortement réduite, éclipsée par le culte de la personnalité voué au « grand Leader » Kim Il-sung et à sa famille et par l'idéologie du juche  qui ne tolèrent pas de concurrence et qui sont considérés par certains comme une religion,. Bien que la liberté religieuse soit garantie par la constitution, la Corée du Nord est considérée par l'association Portes Ouvertes comme le pays du monde où les chrétiens sont les plus persécutés. Officiellement, en l'an 2000, seul 0,2 % de la population pratiquait une religion. 

## Contexte historique

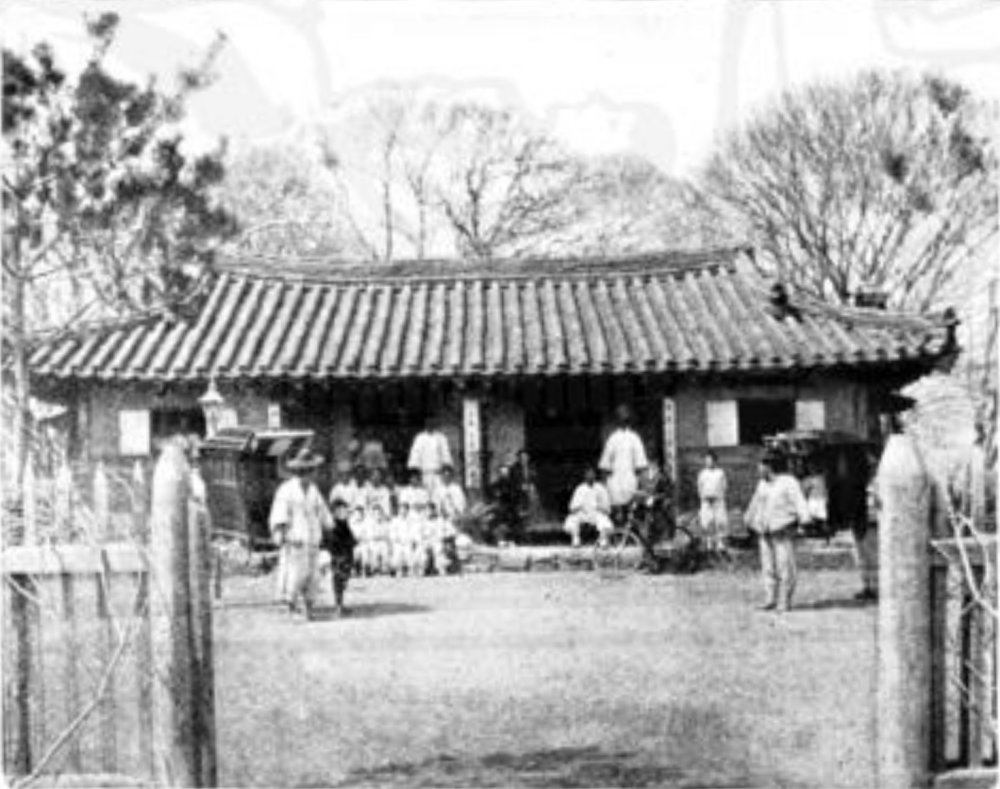
La première église protestante de Corée : Sorae, dans le Hwanghae du Sud

Au XIXe siècle, la dynastie de Joseon qui régnait alors sur la Corée avait su maintenir les groupes religieux à l'écart, les bouddhistes en particulier n'avaient pas le droit d'entrer dans les villes. L'arrivée du catholicisme et d'idées nouvelles lui font craindre des troubles de l'ordre public ainsi qu'une prise d'influence des étrangers et une remise en cause des valeurs néoconfucianistes.  Des centaines de chrétiens coréens sont mis à mort lors des persécutions de 1801, 1815, 1839 et 1866. En 1866, l'exécution d'un groupe de missionnaires français provoque une attaque de la marine française jusque dans Séoul. En représailles, 2000 catholiques coréens accusés d'avoir collaboré avec l'agresseur sont décapités.
À la même époque, Choe Je-u pose les bases du chondoïsme en conceptualisant l'idéologie nationaliste du Donghak (le savoir oriental, par opposition au silhak, le savoir occidental). C'est un syncrétisme religieux qui reprend l'idée d'un Dieu unique résidant au ciel mais qui a dès le départ pour objectif d'aider les pauvres paysans et d'instaurer un paradis sur terre. Appelant à la lutte pour des réformes sociales, il est à l'origine de révoltes en particulier en 1894.
Les missionnaires chrétiens ne peuvent finalement s'installer qu'après l'ouverture forcée du pays obtenue par le Japon en 1876 avec le traité de Kanghwa. À partir des années 1880, Pyongyang voit arriver des missionnaires presbytériens américains et est même surnommée la « Jérusalem de l'Asie ». Pendant la période japonaise, malgré des tentatives de japonisation et d'imposer  le shintoïsme  en tant que religion d'État, la diversité religieuse peut se maintenir et les nouvelles religions progresser.  Le déclenchement de la guerre entre le Japon et les États-Unis en 1941 cause cependant le départ des missionnaires américains, ceux-qui restent étant emprisonnés puis expulsés.  A la libération, en 1945, 13 % de la population de Pyongyang est chrétienne, en particulier presbytérienne tandis que 70 % des Nord-Coréens se tournent vers le chondoïsme, symbole du nationalisme coréen. Avant 1945, il y avait à ce qui correspond à l'actuelle Corée du nord environ 2 000 à 5 000 Musulmans, constitués surtout de Chinois Huis et Mongols, et Kazakhs, et qui étaient concentrés surtout vers Pyongyang. 

## Après 1945

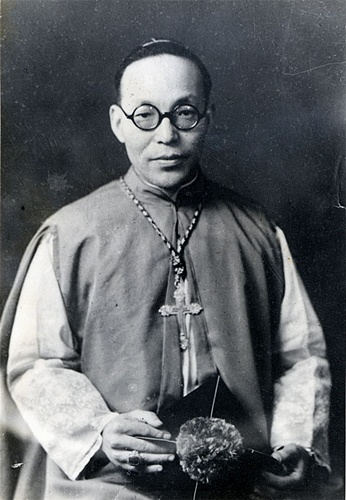
L'évêque Hong, porté disparu en 1949.

Dès la prise de pouvoir, l'État communiste affirme vouloir éradiquer l'« opium du peuple » que représentent les religions, et commence à arrêter chamans, bonzes et prêtres ; les chrétiens, adeptes de la « religion des capitalistes occidentaux », sont particulièrement persécutés. Le « grand Leader » Kim Il-sung définit la religion comme « une vision du monde antirévolutionnaire et antiscientifique ».
Parmi les victimes les plus connues de la répression figurent Francis Hong Yong-ho, évêque catholique de Pyongyang, emprisonné en 1949 et porté disparu depuis lors, ainsi que le révérend protestant Moon, arrêté et torturé une première fois le 11 aout 1946, arrêté une deuxième fois en février 1948 et condamné aux travaux forcés dans le camp de Hungnam. Il y reste jusqu'en octobre 1950, est libéré par une offensive américaine lors de la guerre de Corée et par la suite, poursuit sa carrière dans le sud, créant son propre mouvement en partie inspiré par les pratiques du juche : l'« église de l'Unification ».
Un troisième exemple est celui des missionnaires bénédictins de l'abbaye territoriale de Tokwon, d'origine allemande ou coréenne, arrêtés le 9 mai 1949 : l'abbaye est dissoute. Un groupe est rapidement libéré, un autre est envoyé au camp de travaux forcés d'Oksadok, le dernier groupe reste incarcéré dans la prison de Pyongyang. Ceux-ci sont exécutés en octobre 1950, juste avant la prise de la ville par les troupes des Nations unies. Sur les 59 religieux allemands d'Oksadok, 17 meurent en détention et 42 peuvent reprendre le chemin de l'Allemagne fédérale en novembre 1953.
En 1955, après la guerre de Corée, toutes les organisations religieuses avaient disparu ou étaient passées dans la clandestinité ; elles avaient complètement disparu dans les années 1960. En 1958, une grande campagne antireligieuse est lancée. Depuis lors, 300 000 protestants, 35 000 bouddhistes, 30 000 catholiques et 12 000 chondoïstes ont disparu. La ligue bouddhiste nord-coréenne, fondée en décembre 1945, disparaît en 1965 ; la fédération chrétienne nord-coréenne, fondée en novembre 1946, disparaît en 1960. En 1963, pour les catholiques, il ne restait que 20 prêtres et 59 religieuses.

### Les chondoïstes
De l'autre côté, les chondoïstes s'organisent. Ils forment le conseil central des chondoïstes le 1er février 1946 et un parti politique dès le 8 février, le Parti Chondogyo-Chong-u, dirigé par Kim Tarhyon. Cette année-là, avec ses 204 387 membres au mois de décembre, le chondogyo compte même plus de membres que le parti communiste. Le 22 juillet 1946, ce parti intègre le Front uni démocratique, une grosse coalition avec les autres partis socialistes, le Parti social-démocrate et le Parti du travail (communiste) de Kim Il-sung qui parvient à dominer cette coalition. Aux élections des comités populaires de 1946-47, le chondogyo n'obtient que 5,3 % des députés et 16,5 % des sièges à l'assemblée populaire suprême en 1948. Sa situation au sein de la coalition devient cependant rapidement inconfortable car de nombreux communistes doutent de leur loyauté, un sentiment conforté par la volonté de certains membres du chondogyo d'organiser une manifestation le 1er mars 1948 à Pyongyang en concertation avec leurs homologues du sud qui eux, soutiennent le gouvernement anticommuniste de Syngman Rhee. En conséquence, une première purge est réalisée tandis que les sections anticommunistes tentent de lancer des opérations de résistance. Ceux-ci rejoignent ensuite le sud pendant la guerre de Corée. Le chondogyo ressort donc affaibli de la guerre. Dès 1954, il perd les subventions gouvernementales. En 1956, il ne compte plus que 1 700 à 3 000 membres, représentant 10 000 à 50 000 croyants. En 1958, le parti est de nouveau purgé, en particulier Kim Tarhyon, accusé d'avoir comploté contre la présidence. À cette période, le parti a cessé de fonctionner de manière indépendante et n'a plus d'organisation provinciale. Il continue cependant de faire partie du front démocratique et de siéger à l'assemblée suprême mais il n'existe pas d'établissement religieux chondoiste en Corée du Nord. En 2012, la dirigeante de ce parti est Ryu Mi-yong, une nonagénaire venue de Corée du Sud en 1986.

## Situation actuelle
La constitution de 1972 garantissait la liberté de religion ainsi que la liberté de se livrer à des activités de propagande antireligieuses. Celle de 1992 ainsi que celle de 2009 est plus favorable aux religions, stipulant explicitement le droit de construire des édifices religieux et celui d'y tenir des cérémonies. Elle insiste cependant sur le fait que personne ne doit « se servir de la religion pour introduire des forces étrangères ou perturber l'ordre étatique et social ». D'après Kim Jong-il, « tout un chacun peut aller à l'église, mais les gens ne le font pas car ils sont libres de tout chagrin et de tout souci et qu'ils n'ont aussi rien à confesser ».
La situation actuelle est en partie issue de la lente mise en place d'un dialogue intercoréen à partir de 1972. La ligue bouddhiste de Corée est rétablie en 1972, la fédération des chrétiens de Corée en 1974. Une des motivations était de présenter un front uni aux communautés religieuses du Sud. Ces institutions contrôlées par l'État ont essentiellement des fonctions cérémonielles et publient des déclarations en accord avec la politique gouvernementale. Elles servent aussi d'interlocuteurs aux organisations religieuses étrangères. À partir des années 1980 et 1990, de nombreux religieux se rendent dans le pays et la Corée du Nord prend contact de manière active avec les organisations missionnaires occidentales, ainsi qu'avec celles des États-Unis et de Corée du Sud. Dès lors, bien que le prosélytisme reste interdit, celles-ci se réimplantent avec par exemple le retour des moines bénédictins qui ouvrent un hôpital à Rason en 2005,.
Le gouvernement nord-coréen a indiqué en 2000 que 40 000 personnes pratiquent une religion en Corée du Nord et a insisté sur le fait que la religion et l'État sont séparés.

### Bouddhisme

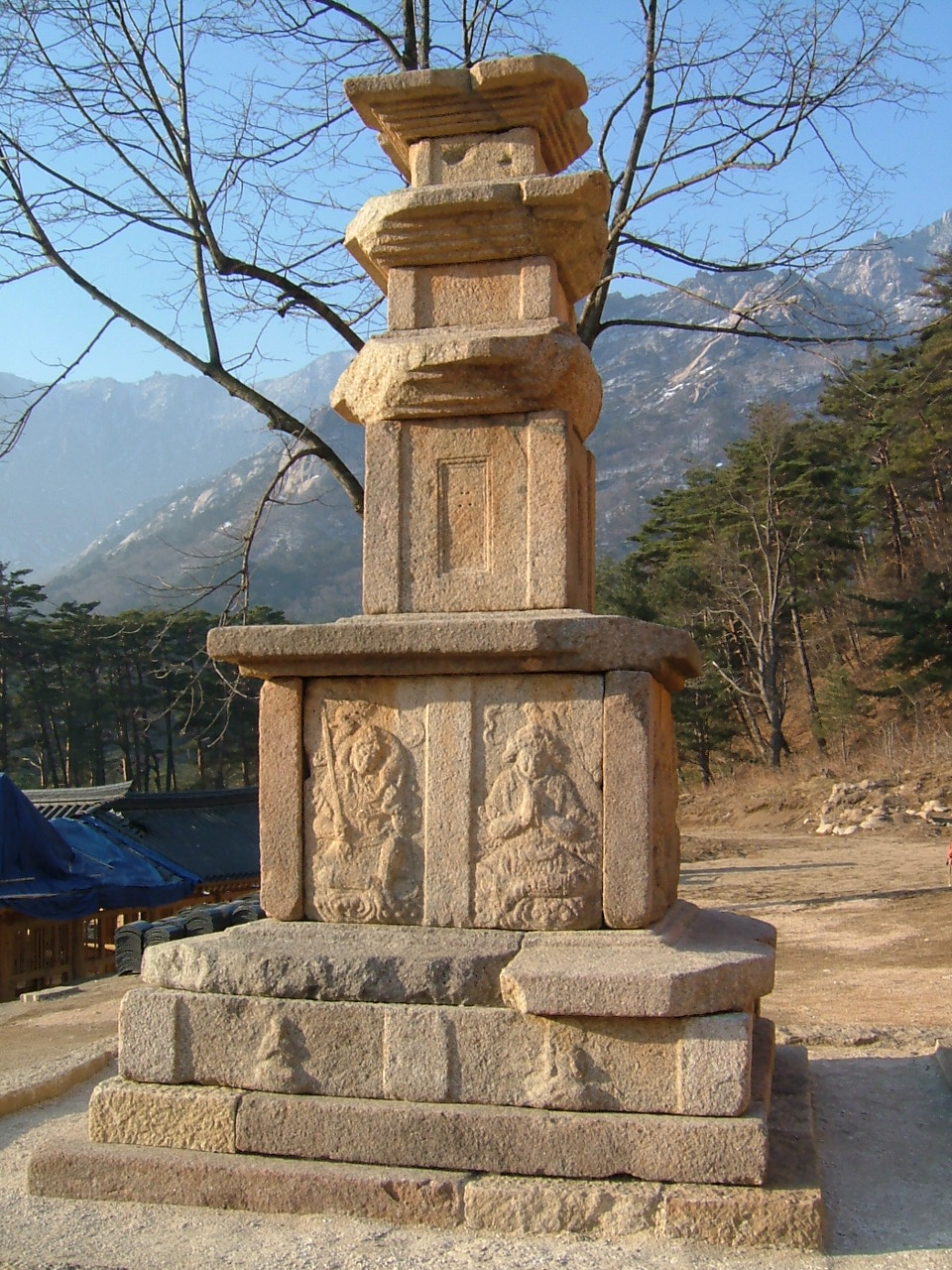
Pagode de Singyesa, un temple bouddhiste reconstruit en 2004-2006.

La ligue bouddhiste organise sa première prière en septembre 1988 à Pohyonsa, un temple des monts Myohyang, à l'occasion de l'anniversaire de Bouddha. Les principaux temples, en tant que partie intégrante du patrimoine national, sont rénovés. Dès lors, des prières y sont tenues dans tout le pays à l'occasion des trois fêtes principales (l'anniversaire, l'éveil et l'accession au nirvana de Bouddha).
Il y a environ 10 000 bouddhistes pratiquants, 200 prêtres et 60 temples en Corée du Nord. Une formation de trois ans est proposée dans une école spéciale et le bouddhisme est enseigné à l'université Kim Il-sung. Il est cependant vu comme « une religion qui a servi aux anciennes classes dominantes d'instrument idéologique pour duper, réprimer et exploiter les masses populaires ».

### Catholicisme
L'association des catholiques coréens a été créée en 1988 pour remédier à l'absence d'organisation représentative catholique et favoriser les relations avec les organisations catholiques internationales. Le nombre de catholiques est estimé à 3000 par le gouvernement et à 800 par le Vatican. La communauté dispose d'une église, la cathédrale de Jangchung, reconstruite en 1988 après avoir été détruite par l'armée américaine pendant la guerre de Corée. Elle ne dispose cependant pas de prêtre reconnu par Rome et il n'y a donc pas de messe, seulement un service de prière dominical. Le mardi, une réunion de prière pour la réconciliation et l'unité nationale est tenue, en parallèle avec celle tenue à la cathédrale de Séoul. Par exemple, aujourd'hui, lire une bible ou en posséder une est passible de la prison, voire de la peine de mort.[réf. nécessaire]

### Protestantisme
La fédération des chrétiens de Corée a publié une bible et un livre de cantiques dès 1983. Son objectif principal est d’œuvrer à la construction et à la réunification du pays. En plus de 500 lieux de prières, cette organisation gère deux églises, l'église méthodiste de Pongsu, fondée en 1988, et celle de Chilgol, reconstruite en 1989, toutes deux à Pyongyang. Les services du dimanche parlent de l'amour de la nation, de la prospérité de la patrie et de la réunification de la Corée. Elles sont particulièrement fréquentées par les étrangers travaillant à Pyongyang. De nombreux chrétiens venus du Sud reprochent le manque d'authenticité et de ferveur régnant dans ces lieux et les considèrent comme des entités factices. Selon les données officielles, il y avait en 1997 15 000 chrétiens en Corée du Nord dont 10 000 protestants. Tous les trois ans, 10 étudiants commencent des études à la faculté de théologie de Pyongyang.
Parallèlement aux institutions officielles, une communauté clandestine s'est développée dont la taille est inconnue. Elle tire son origine de l'action des nombreux pasteurs sud-coréens installés à la frontière chinoise qui tentent de sauver les Nord-Coréens présents en Chine de la propagande communiste, de les convertir et de les inciter à  former des groupes chrétiens à leur retour en Corée du Nord. Kang Jin-ok raconte ainsi que ce n'est qu'après avoir rencontré des missionnaires sud-coréens dans la ville chinoise de Yanbian qu'elle a perdu sa mauvaise opinion et sa peur du christianisme. C'est avec eux aussi qu'« elle a tout appris, depuis la raison de l'absence du créationnisme en Corée du Nord jusqu'à la manière avec laquelle le Sud est devenu plus riche que le Nord » et qu'elle a décidé  de venir se réfugier en Corée du Sud. Considérée comme un danger par le gouvernement du Nord, cette communauté chrétienne clandestine est sévèrement réprimée et tout signe d'appartenance au christianisme tel que la possession d'une bible peut conduire à l'internement dans un camp de travail pour cause de déloyauté envers le régime et de liens avec la Corée du Sud. La commission américaine sur la liberté religieuse estime que 40 000 personnes pourraient avoir été internées pour des raisons religieuses. Le cas de Ri Hyon-ok, exécutée en juin 2009 pour avoir distribué des bibles et pour espionnage en faveur de la Corée du Sud et des États-Unis, a été particulièrement médiatisé.

### Orthodoxie

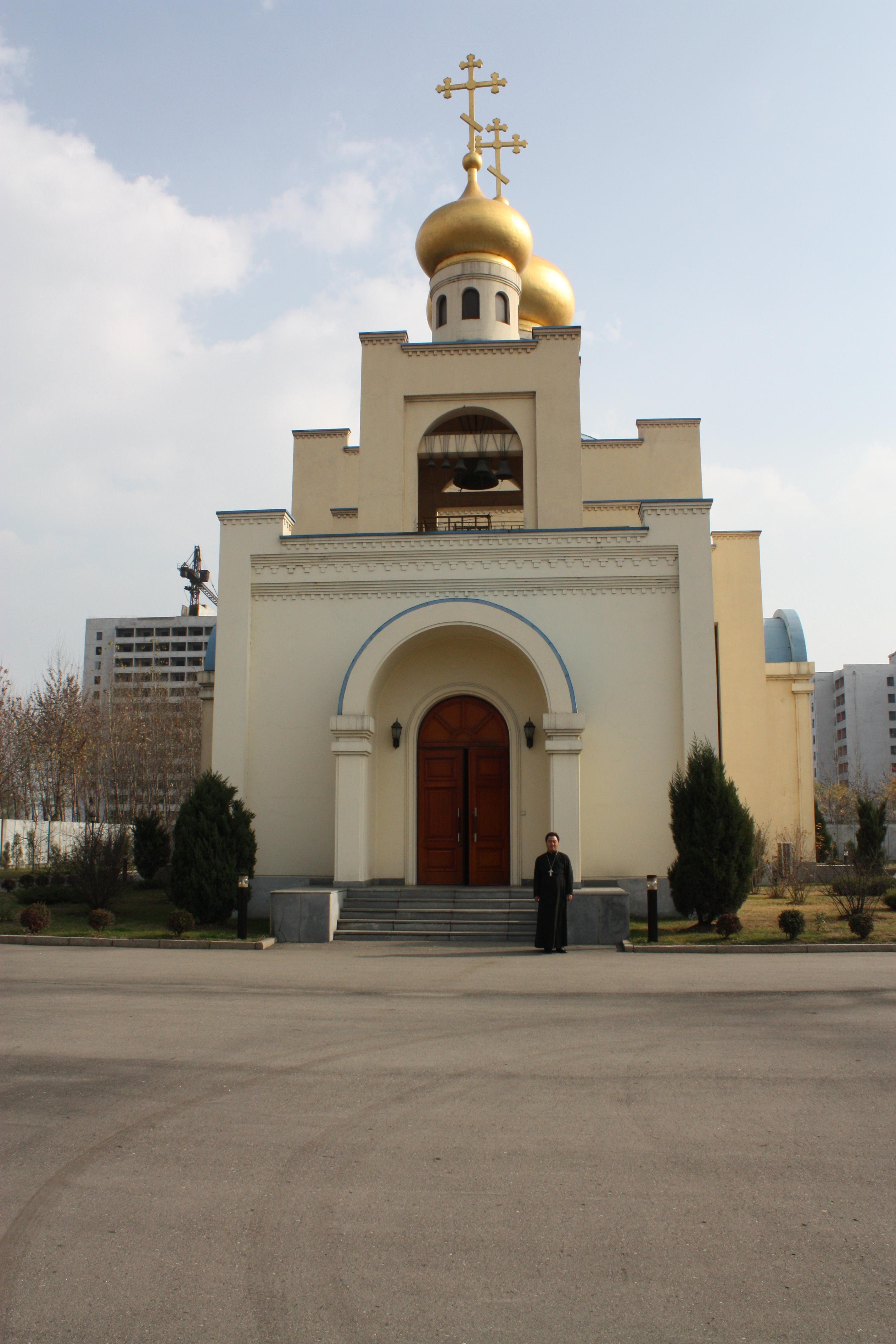
L'église de la Sainte-Trinité de Pyongyang, en 2011.

L'église de la Sainte-Trinité, ouverte en août 2006 à Pyongyang, est la première église d’obédience orthodoxe.

### Islam
La Mosquée Ar-Rahman de Pyongyang est la seule que compte le pays.